# Kapsko

Kapsko na mapě Jihoafrické republiky

Kapsko (anglicky Cape of Good Hope Province či zkráceně Cape Province, afrikánsky Provinsie Kaap die Goeie Hoop zkráceně Kaapprovinsie) byla největší ze čtyř bývalých provincií Jihoafrické republiky. Provincie se rozkládala na západě státu a zahrnovala celá území moderních provincií Severní Kapsko, Východní Kapsko, Západní Kapsko, asi polovinu Severozápadní provincie, malou část Namibie (bývalá exkláva Walvis Bay) a menší část provincie KwaZulu-Natal. Metropolí regionu bylo Kapské Město. Na severu sousedilo s Namibií a Botswanou, na východě s Transvaalem, Oranžskem, Lesothem a Natalem.

## Historie

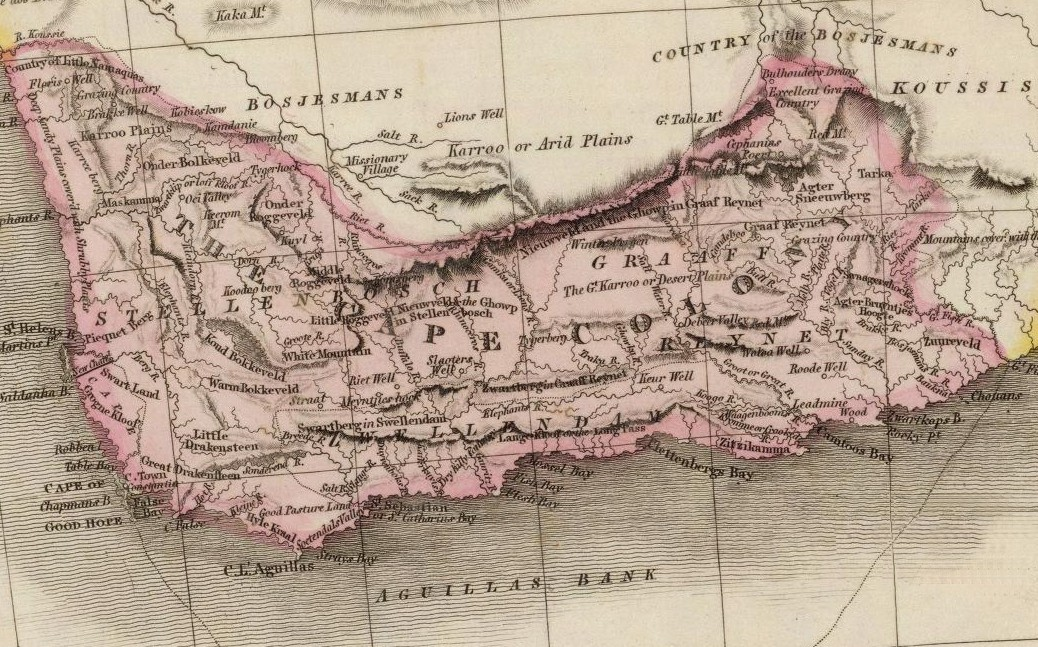
Kapsko roku 1809

Kapsko založila roku 1652 Nizozemská Východoindická společnost jako kolonii, která byla původně podstatně menší než pozdější provincie Kapsko. Jádrem území byla širší oblast v okolí Kapského Města. Po obsazení Nizozemska revoluční Francií roku 1795 bylo území kolonie okupováno Spojeným královstvím Velké Británie a Irska, které ji Nizozemcům sice roku 1803 vrátilo, ale již roku 1806 ji znovu obsadilo. Během 19. století pak Britové území Kapska značně rozšířili. Nejprve roku 1847 připojili ke Kapsku území sahající na severu až k řece Orange a na východě k řece Keiskamma. Roku 1866 k němu definitivně připojili Kafersko, koncem 70. let Východní Griqualand, roku 1878 Walvis Bay, roku 1880 k němu připojili Západní Griqualand, roku 1885 Tembuland, roku 1894 Pondoland, roku 1895 Britské Bečuánsko. Mezi lety 1845 až 1856 spravoval kapský guvernér také Natal, který se poté osamostatnil. 
V roce 1853 byla přijata v Kapsku ústava, která zaručovala této kolonii dvoukomorový parlament. Vláda však byla jmenována z Londýna až do změny ústavy v roce 1872, kdy se z Kapska stala samosprávná kolonie. Roku 1910 pak Britové začlenili Kapsko do nově zřízené Jihoafrické unie jako jednu z jejích čtyř provincií. Podstatnou změnu pro územní integritu Kapska představoval vznik bantustanů. Po vzniku bantustanu Transkei byla část provincie s městem Kokstad od zbytku provincie izolována a připojena k Natalu, malá část území Kapska pak tvořila exklávu Natalem obklopenou. 28. února 1994 byla kapská exkláva Walvis Bay předána Namibii. 
Jako správní celek Kapsko zaniklo po pádu apartheidu roku 1994, když bylo jeho dosavadní území rozděleno mezi 4 nově vytvořené provincie: Západní Kapsko, Východní Kapsko, Severní Kapsko a Severozápadní provincie. Na základě 12. a 13. dodatku ústavy Jihoafrické republiky byla výše zmíněná kapská exkláva, náležející od roku 1994 k Východnímu Kapsku, připojena k provincii KwaZulu-Natal.